# Madame Hydra (Marvel Comics)
Madame Hydra es el nombre de varios supervillanos diferentes en Marvel Comics. Es un nombre dado a un alto operativo femenino de Hydra.

## Biografía del personaje ficticio

### Sexta Madame Hydra
La sexta Madame Hydra fue creada por Bob Harras y Paul Neary, y debutó en Nick Fury vs. S.H.I.E.L.D. # 3 (agosto de 1988). Madame Hydra recibió una entrada en el Manual Oficial de Marvel Universe Update '89 # 4, bajo el título "Madame Hydra VI".
Este operativo de Hydra impresionó a sus superiores lo suficiente como para que, después de un corto tiempo en la organización, la ascendieran al nivel de Madame Hydra VI (las identidades de Madames Hydra I a V, que se encuentran por encima de ella, son desconocidas). Una de sus primeras misiones como Madame Hydra fue capturar a Nick Fury y entregarlo a los Deltites, un grupo de duplicados creados artificialmente que se hicieron cargo de S.H.I.E.L.D.. Después de fallar en su misión y descubrir que los Deltites la estaban manipulando, ella se alió con agentes de S.H.I.E.L.D. contra la toma de control. Más tarde fue entregada a las autoridades federales y se descubrió que estaba criminalmente loca, y se la envió al sanatorio Arnold para recibir tratamiento psiquiátrico (el mismo sanatorio en el que Pie Grande fue encarcelado más tarde).

### Valentina Allegra de Fontaine
Valentina Allegra de Fontaine sucedió a Viper como Madame Hydra. Ella usa un elaborado tocado de tentáculo y elaboradas túnicas de Hydra.

### Elisa Sinclair
Elisa Sinclair ha aparecido en los recuerdos implantados del Capitán América que el clon de Red Skull y Kobik colocó en él para hacer que el Capitán América piense que es un agente durmiente de Hydra. Ella es representada como un ser antiguo con poderes mágicos que tenía un amplio alcance.
En el presente, Elisa intercepta a Taskmaster y la contraparte Hormiga Negra Life Model Decoy de Eric O'Grady que se dirigían a presentar pruebas de lavado de cerebro del Capitán América a Maria Hill. Después de mantener vivos a Taskmaster y Hormiga Negra y persuadirlos para que se conviertan en sus guardias personales, Elisa reúne un nuevo Consejo Superior de la Hidra que consiste en ella, un nuevo Kraken, Gorgon, Hive, Viper, Barón Helmut Zemo, Arnim Zola y Doctor Faustus.
Durante la parte del "Salvo de apertura" de la historia del Imperio Secreto, Elisa se reúne con el Capitán América después de que derrocó a Red Skull para el liderazgo de Hydra. Mientras estaba en su sala de estudio luego de que Hydra tomara el control de los Estados Unidos, Elisa usa sus hechizos mágicos para contrarrestar cada uno de los intentos del Doctor Strange de derribar el domo Fuerza oscura que rodea Manhattan. Mientras toma el té con el Capitán América, Elisa es informada de la sospecha del Capitán América sobre la deslealtad del Barón Zemo y el Doctor Faustus. Elisa descarta la sospecha y le dice al Capitán América que planean armar el Cubo Cósmico para restaurar la visión de la Tierra. Más tarde, Elisa le da al Capitán América las actualizaciones sobre los miembros de los Vengadores de Hydra. Ella le dice que la Bruja Escarlata se ha desquiciado debido a que Chthon la posee, Visión todavía se mantiene bajo el control de Hydra a través del Virus A.I. de Arnim Zola, y Odinson todavía está orando a Odín sobre sus problemas como Jane Foster atrapada en una realidad alternativa. Mientras el Capitán América se prepara para irse, Elisa le dice al Capitán América que se ha convertido en un hijo para ella. Durante el ataque de Hydra en la base del metro en el Monte, Elisa detecta una cantidad inusual de energía en el Monte y se apresura. Madame Hydra llega y teletransporta al Capitán América en el último segundo mientras la I.A. de Tony Stark explota donde destruye la base y Madame Hydra.

## Otras versiones

### Heroes Reborn
En la realidad de Heroes Reborn, Madame Hydra es una líder terrorista. Ella responde al líder de Hydra, Mandarín, que en realidad es un robot construido por el Doctor Doom. Ella es asesinada en la batalla contra Iron Man.

## En otros medios

### Televisión
- La versión Viper de Madame Hydra aparece en X-Men: Evolution, con la voz de Lisa Ann Beley.
- La iteración Viper de Madame Hydra aparece en el cómic en movimiento Spider-Woman: Agent of S.W.O.R.D., con la voz de Nicolette Reed.[12]
- Viper aparece en The Avengers: Earth's Mightiest Heroes, con la voz de Vanessa Marshall.[13] En el episodio, "Widow's Sting" es capturada por S.H.I.E.L.D. y descubren que en realidad es un Skrull disfrazado. En el episodio donde aparece oficialmente "Prisoner of War", se mostró que la verdadera Viper está siendo mantenida cautiva en la nave de los Skrull, pero fue liberada por el Capitán América y se vio obligada a huir de la nave. Ella tiene una pequeña aparición en el episodio "Secret Invasion" y se muestra ayudando a los héroes en su lucha contra los Skrulls. Viper regresa en el episodio "Along Came A Spider", donde ella y el Rey Cobra son rescatados de S.H.I.E.L.D. por la Sociedad Serpiente, pero finalmente son capturados por el Capitán América y Spider-Man.
- Una iteración de Madame Hydra aparece en la cuarta temporada de la serie Agents of S.H.I.E.L.D. Ella aparece como la inteligencia artificial Aida en la realidad virtual "Framework" (interpretada por la actriz Mallory Jansen).[14][15] Madame Hydra aparece por primera vez en el episodio "What If...", donde se revela que ella está en el control de mantener a Daisy Johnson y Jemma Simmons en el Framework que muestra una realidad virtual, donde la Tierra está regida por Hydra. Ella también está en una relación con el científico principal de Hydra, Leo Fitz (conocido como "El Doctor").[16] En el episodio "Identity and Change", su nombre real en el Framework se revela como Ophelia, y ella ha estado manteniendo la conciencia de Holden Radcliffe aislada en Ogygia, junto con la conciencia de su homólogo, Agnes Kitsworth, hasta que fue asesinada por el Doctor.[17] Cuando May traiciona a Hydra y le permite a Daisy pasar por Terrigenesis, Daisy utiliza sus poderes para lanzar a Ophelia por la ventana, donde la caída daña severamente su columna vertebral. Hospitalizada, Ophelia le dice a Fitz que su cuerpo no tendrá importancia y que promulgará el Proyecto: Looking Glass.[18] En el episodio "¡Adiós, mundo cruel!", al ser creada en el mundo real, Ophelia secuestra a un Fitz despertado con su capacidad de teletransporte recién descubierta.[19] En "El Regreso", ahora experimenta emociones humanas incluyendo la simpatía, Fitz logra convencer a Ophelia para rescatar a Coulson, May y un Mack inconsciente de ahogarse, pero luego son capturados por Simmons. Ophelia convence a Fitz que las decisiones que tomó en el Framework no eran obra suya, pero se irrita al enterarse de que él todavía ama a Simmons. Ophelia revela que ella es impermeable al daño y muestra potencias eléctricas matando a los agentes de S.H.I.E.L.D. que han venido a rescatar a Fitz. Ella se escapa y se reúne con Anton Ivanov al hacer planes para que S.H.I.E.L.D. sufra por el dolor que le causaron.[20] En el episodio, "El Fin del Mundo", Ophelia intenta recuperar el Darkhold, pero es detenida por la llegada inesperada de Robbie Reyes, la única persona que puede hacerle daño. Phil Coulson toma prestado el poder de Reyes, con el fin de destruir con éxito a Ophelia, de una vez por todas.[21]

### Película
- Una versión de Viper en la película de televisión de 1998 Nick Fury: Agent of S.H.I.E.L.D.como Andrea von Strucker (interpretada por Sandra Hess).
- La actriz rusa Svetlana Khodchenkova fue elegida como la poderosa mutante Viper en The Wolverine de 2013.[22][23] Debido a problemas de derechos con Marvel Studios, esta versión nunca se conoce como Madame Hydra ni se menciona su afiliación con la organización.[24] Ella es representada como una mutante inmune a todas las toxinas en la Tierra, capaz de mudar de piel si alguna vez es infectada, además de ser una maestra en la creación de toxinas. Viper también es una científica brillante con el alias de la Dra. Green y ayudó a construir la armadura Samurai de Plata de adamantium para Ichiro Yashida. Ella diseña un medio para negarle el factor de curación de Wolverine usando un micro robot conectado al corazón que luego es eliminado por Wolverine. Muere en la batalla final con Yukio cuando un cable de ascensor le rompe el cuello.

### Videojuegos
- Madame Hydra aparece como una villana en Captain America: Super Soldier, con la voz de Audrey Wasilewski.[25]
- Viper aparece como el primer jefe que se encuentra en el juego de Facebook Marvel: Avengers Alliance.
- Viper aparece como un jefe en Marvel: Avengers Alliance Tactics.
- Madame Hydra aparece como una villana en Marvel Heroes, con la voz de Tasia Valenza.
- Viper aparece en Lego Marvel Super Heroes,[26] con la voz de Kari Wahlgren.
- Viper aparece en Lego Marvel Vengadores.
- Madame Hydra aparece como jefa en Marvel Avengers Academy.
- Viper aparece como Madame Hydra en Marvel Powers United VR, con la voz de Vanessa Marshall.[12]

### Actuación en vivo
- Madame Hydra apareció como uno de los villanos en el Universo Marvel: ¡EN VIVO! espectáculo de arena.[27]

### Juguetes
- Se lanzó una figura de acción de Viper en la serie 2012 de figuras de Marvel Legends de Hasbro, una de las dos figuras que usan moldes corporales similares (con diferentes cabezas) comercializados como " Madame de Marvel", la otra figura es Madame Máscara.